# وین راجرز
وین راجرز (انگلیسی: William Wayne McMillan Rogers III؛ زادهٔ ۷ آوریل ۱۹۳۳ - درگذشته ۳۱ دسامبر ۲۰۱۵) یک هنرپیشه، و افسر اهل ایالات متحده آمریکا بود. وی از سال ۱۹۵۹ تا ۲۰۱۵ میلادی مشغول فعالیت بود.
از فیلم‌ها یا برنامه‌های تلویزیونی که وی در آن نقش داشته است می‌توان به لوک خوش دست، زمان کشتن، عشق دروغ خونین و به فردا امیدی نیست اشاره کرد.